# サド侯爵夫人
『サド侯爵夫人』（サドこうしゃくふじん）は、三島由紀夫の戯曲。全3幕から成る。無垢と怪物性、残酷と優しさの多面の顔を持つ夫・サド侯爵の出獄を20年間待ち続けた貞淑な妻・ルネ夫人の愛の思念を描き、悪徳の刻印を押されたサド侯爵の人物像を、6人の女の対立的な会話劇により浮かび上がらせながら、ルネ夫人の最後の不可解な決意の謎を探った作品。日本国内のみならず海外でも上演され続け、特にフランスで人気が高い戯曲でもある。昭和40年度芸術祭賞演劇部門賞受賞作品。三島の最も成功した戯曲というだけでなく、「戦後演劇史上最高傑作の戯曲」と評価された。登場人物が女性6人だけなので、男性4人のみの『わが友ヒットラー』と対をなす作品となっている。

## 発表経過
1965年（昭和40年）、文芸雑誌『文藝』11月号に掲載され（舞台図の挿絵：秋山正）、同年11月15日に河出書房新社より単行本刊行された。初演は前日11月14日から11月29日に劇団NLT＋紀伊國屋ホール提携公演として、丹阿弥谷津子ら出演で紀伊國屋ホールで上演され、昭和40年度芸術祭賞演劇部門賞を受賞した。
翻訳版はドナルド・キーン訳（英題：Madame de Sade）を始め、マンディアルグ訳によりフランス（仏題：Madame de Sade）、アラビア（剌題：al-Sayyida Di Sad）スウェーデン（典題：Markisinnan de Sade）、イタリア（伊題：Madame de Sade）、ドイツ（独題：Madame de Sade）などで行われている。

## 執筆背景
三島由紀夫が『サド侯爵夫人』創作するきっかけとなったのは、友人でもある作家・澁澤龍彦著『サド侯爵の生涯』 を読んだことであった。三島は、老年になった侯爵と夫人との離別に最も触発されたとして、以下のように述べている。

## 設定・構成
舞台は、パリのモントルイユ夫人邸のサロン。サド侯爵夫人・ルネの母の家である。登場人物は、モントルイユ夫人、ルネ、シミアーヌ男爵夫人、サン・フォン伯爵夫人、ルネの妹・アンヌ、家政婦・シャルロットの女性6人のみで、話題の中心人物であるサド侯爵（アルフォンス）は登場しない。
第1幕は1772年の秋。第2幕は6年後の1778年9月。第3幕はさらに12年後の1790年4月。なお、モントルイユ夫人、ルネ、アンヌ、サド以外の人物は作者創作の架空の人物である。
サド侯爵夫人・ルネは「貞淑」。厳格な母親モントルイユ夫人は「法・社会・道徳」。敬虔なクリスチャンのシミアーヌ男爵夫人は「神」。性的に奔放なサン・フォン伯爵夫人は「肉欲」。ルネの妹・アンヌは「無邪気、無節操」。家政婦・シャルロットは「民衆」を代表するものとして描かれ、これらが惑星の運行のように交錯しつつ廻転し、すべてはサド侯爵夫人をめぐる一つの精密な数学的体系となる。

## あらすじ
第1幕 - 1772年秋。パリのモントルイユ夫人邸のサロン。
サド侯爵夫人・ルネの母親であるモントルイユ夫人は、娘婿であるアルフォンス（サド）の無罪を勝ち取るための裏工作を依頼しようと、自邸に敬虔なクリスチャンのシミアーヌ男爵夫人と、性的に奔放で有名なサン・フォン伯爵夫人の2人を招いていた。アルフォンス（サド）は、娼婦虐待事件（マルセイユ事件）により当局から追われる身であった。
ルネ（サド侯爵夫人）がやって来る。母・モントルイユ夫人は娘に離婚を勧めるが、ルネは忠告をはねつけ寝室へ去る。ルネの妹・アンヌもイタリアからの旅行から帰って来て、イタリアでアルフォンス（サド）と一緒だったこと、性的関係を持ったこと、そして、そのことは姉・ルネも知っていることだと母に話す。これに激怒し逆上した母・モントルイユ夫人は一転、さきほど2人の夫人に依頼した件を取り消す手紙を家政婦・シャルロットに託し、国王にはアルフォンスの居所を教え、逮捕・投獄を嘆願する手紙を自身で届ける。
第2幕 - 6年後の1778年9月。パリのモントルイユ夫人邸のサロン。
ルネは妹・アンヌから、アルフォンス（サド）の犯罪を罰金刑で済ますとする高等法院の再審の結果を聞き喜ぶ。これまでルネは、5年前にアルフォンスの脱獄を図り成功させ、有罪判決を破棄させようと懸命に努めたが、母・モントルイユ夫人の計らいで夫は再逮捕されていたのである。ところが喜んだのもつかの間、再審で釈放を勝ち取った直後、夫はその場で今度は王家の警官に捕らえられ、さらに厳重な牢獄へ入れられたという。その経緯を、ルネはサン・フォン伯爵夫人から聞く。そして、それは全てモントルイユ夫人の申請による策略だと聞かされた。
ルネは母・モントルイユ夫人に詰め寄り、激しい言葉の応酬が交わされる。母はルネに、夫（サド）を牢屋に入れておけば嫉妬もせずにすむのに、どうして彼の自由を願うのかと聞き返す。それはお母様から教わった「貞淑」のためだとルネは言うが、母は納得しない。母・モントルイユ夫人は密偵からの報告で、アルフォンス（サド）が脱獄していた時、ルネが彼の生贄になり、汚らわしい行為に耽っていたのを知っていたのである。それをルネに向かって話してしまうが、ルネは、あなた方夫婦（父と母）は偽善としきたりの愛で道徳や正常さと一緒に寝て、一寸でも則に外れたものを憎しみ、蔑んでいると母に言い返し、「アルフォンスは、私だったのです」と告白する。
第3幕 - さらに12年後の1790年4月。フランス革命勃発後9ヶ月。パリのモントルイユ夫人邸のサロン。
革命が勃発して王族や貴族には身の危険が迫っていた。アンヌが一緒にヴェニスへ逃げようと誘うが、モントルイユ夫人には、牢屋に繋がれていたアルフォンス（サド）が身内にいれば、免罪符となって自分たちは安全だという計算があった。王はまだ存命だが、裁判によるこれまでの決定は無効となり、アルフォンス（サド）は自由の身になって、帰ってこようとしていた。一方、ルネは夫が釈放されるというのにシミアーヌ男爵夫人のいる修道院へ入ると決める。
どうしてと問う母に向かいルネは、夫・サドが獄中で書いた小説『ジュスティーヌ』（悪徳を押し進める姉に幸運が訪れ、美徳を守る妹のジュスティーヌには次から次へと不幸が訪れ、みじめな最期を遂げるという話）を読み、かつて自分が、「アルフォンスは私です」と言った言葉が思い違いだったと告白し、「ジュスティーヌは私です」と言う。もはや「悪の結晶」を創り出し、悪行よりも悪の掟・悪徳の大伽藍を築き上げようとする夫は、あらゆる悪をかき集め「永遠」に指を届かせようと天国への裏階段をつけ、もう自分の手の届かない領域に彼はいるとルネは言う。そして、自分たちが住んでいる世界は、そのアルフォンス（サド）の創った世界だということをルネは悟った。
神がそんな裏階段を崩してしまうと言う母に対しルネは、「いいえ、神がその仕事をアルフォンスに委せたのかもしれない」と言い、自分の残りの生涯を、修道院の中でとっくりと神に伺ってみることにすると決意を固める。そして、物乞いの老人のように風変りしたという夫・アルフォンスが訪ねて来たと聞いた時、ルネは会おうとせずに家政婦・シャルロットに、「侯爵夫人はもう決してお目にかかることはありますまい」という伝言を告げる。

## 作品評価・研究
『サド侯爵夫人』は発表当時、概ね肯定的な評価で迎えられた。当時の文壇の評価としては、江藤淳が、小説よりも「はるかに説得力があり、暢達」な文体を評価している。山本健吉は、「三島氏の戯曲として、きわめて結晶度の高いもの」と賛辞し、「欠点を言えば、サドの著書（『ジュスティーヌ』）を夫人の回心のきっかけとしていることだと思う。事実としてでなく、解釈としてでなく、戯曲のプロットとして言うのである。劇のクライマックスに〈書巻の気〉は避けたい」と述べつつ、「三島氏の目をくらますような修辞が、巧みにいぶされてあって、しかも対話の妙を尽くしているのがよい」と評している。
その後『サド侯爵夫人』は、1994年（平成6年）末に発表された演劇評論家が選ぶ戦後戯曲ベスト20のアンケートで第1位作品となり、「戦後史上最高傑作の戯曲」という評価がなされた。主人公・サド侯爵夫人・ルネを演じた丹阿弥谷津子（俳優・金子信雄夫人）は、演劇人生で「もっとも想い出深い作品」と回想している。同アンケートの「劇作家」部門では、井上ひさしと三島由紀夫が1位に選ばれたが、井上ひさしも三島戯曲を高評価し、中でも『サド侯爵夫人』は傑作だと述べ、「観客が7人目の登場人物としての『サド侯爵観』をつくっていく。非常に明晰な台詞、明晰な構造、明晰な心理分析で組み合わせたがっちりした芝居です」と評している。
また、『サド侯爵夫人』は日本国外でも上演されており、「007シリーズ」の主人公ボンドの上司「M」役で知られるイギリスの女優・ジュディ・デンチも主役を演じた。特にフランスでも人気があり、各地でしばしば上演されている。1977年（昭和52年）にパリのオルセー小劇場で行なわれた公開討議会で、聴衆から「日本人の作品とは思えない」という声があがった。芳賀徹は、パリでウェイトレスが「ミシマ見た？ 『サド侯爵夫人』すてきだったわよ」と言うのを耳にし、あのウェイトレスは「ミシマが日本の作家だということさえ知らなかったのかもしれない」と記している。
伊藤勝彦は、もっとも感動した『サド侯爵夫人』の舞台として、スウェーデンのイングマール・ベルイマンによって監督・演出された東京グローブ座の舞台だと評している。フランスで、マドレーヌ・ルノー劇団の舞台その他いろいろの『サド侯爵夫人』を観たという中村雄二郎も、イングマール・ベルイマンの舞台の方がはるかにすばらしかったと言っていたという。
なぜ夫人が最後に夫・サドとの面会を拒んだのかという「謎」について柴田勝二は、「ルネが〈貞節〉を尽くす相手としての夫サドは、あくまでも手の届かない距離の中に置かれた存在であり、たやすく手に触れうる身近な相手になった時、サドはすでに彼女の〈貞節〉の対象ではなくなっている」とし、サドの風貌が〈醜く肥えて〉、凡庸な老人になってしまい、「超越性を失った」ためだと考察している。そしてその終幕の帰結には、『午後の曳航』の「龍二の処刑」や、『絹と明察』の後半における「駒沢への叛乱」と同様の意味合いが見られ、そこは、「日本という〈家〉の〈家長〉でありえなくなった戦後の天皇への否認」という主題が込められているとし、サドの醜く肥満した帰還の姿には、龍二よりも「色濃い形」で、「戦後憲法下における天皇と、それが象徴する戦後日本の照応」が映し出されていると柴田は解説している。
また柴田は、ルネが哀れなヒロイン『ジュスティーヌ』に自分をなぞって、その世界を〈私たちが住んでゐる世界は、サド侯爵の創つた世界〉と断定するところは、三島がその後に述べるようになる〈富裕な、抜目ない、或る経済大国〉 と照応し、〈悪の結晶〉は、物質的繁栄のみに励んできた「戦後日本」を指していると考察し、太宰治の『斜陽』のかず子が恋する上原の変貌した姿と同様、そこには「〈神〉としての光輝を失った戦後の天皇」が「みすぼらしい肉体のイメージ」によって表現されている共通性があるとし、太宰が〈天皇は倫理の儀表として之を支持せよ。恋ひしたふ対象なければ、倫理は宙に迷ふおそれあり〉 と述べていたことに触れながら、かず子は上原の子供を孕むのに比して、三島の『サド侯爵夫人』のルネの結末の方は「サド侯爵」＝「戦後天皇」に対して「はるかに厳しい」と解説している。

## おもな舞台公演
- 初演・劇団NLT＋紀伊國屋ホールの第2回提携公演
  - 1965年（昭和40年）11月14日 - 29日 東京・紀伊國屋ホール
  - 演出：松浦竹夫。美術：秋山正。照明：穴沢喜美男。衣裳考証：うらべまこと。衣裳製作：河本昭郎。舞台監督：寺崎嘉浩。制作：金子信雄
  - 出演：丹阿弥谷津子（ルネ）、南美江（モントルイユ）、村松英子（アンヌ）、賀原夏子（シミアーヌ）、真咲美岐（サン・フォン）、宮内順子（シャルロット）
  - ※ 千秋楽には女優のヘレン・ヘイズが来る。
  - ※ 昭和40年度芸術祭賞演劇部門受賞。
- 第33回朝日女性サークル「あなたの小劇場」第3回公演
  - 1966年（昭和41年）6月11日 東京・朝日新聞社朝日講堂
  - 演出：松浦竹夫。美術：秋山正。照明：穴沢喜美男。衣裳考証：うらべまこと。衣裳製作：河本昭郎。舞台監督：寺崎嘉浩
  - 出演：丹阿弥谷津子、南美江、村松英子、賀原夏子、真咲美岐、宮内順子
- NLT公演
  - 1966年（昭和41年）6月18日 - 30日 東京・紀伊國屋ホール、7月4日 京都会館第2ホール、7月5日 - 6日 大阪・毎日ホール、
7月8日 - 9日 名古屋・中部日本放送CBCホール、7月12日 - 13日 横浜・神奈川県立青少年センター・ホール
  - 演出：松浦竹夫。美術：秋山正。照明：穴沢喜美男。衣裳考証：うらべまこと。衣裳製作：河本昭郎。舞台監督：寺崎嘉浩
  - 出演：丹阿弥谷津子、南美江、村松英子、賀原夏子、真咲美岐、宮内順子
- 劇団浪曼劇場第2回公演
  - 1969年（昭和44年）5月21日、24日、6月9日- 13日 東京・農協ホール、6月14日 藤沢市民会館、
6月16日 大阪・毎日ホール、6月18日 京都・弥栄会館、6月19日 名古屋・名鉄ホール
  - 演出：松浦竹夫。美術：秋山正。照明：穴沢喜美男。衣裳考証：うらべまこと。舞台監督：和久田誠男。制作：宮前日出夫
  - 出演：村松英子、南美江、真咲美岐、小林トシ子、服部マリ、田中佐世子
- 松竹 三島由紀夫作品連続公演 V　
  - 1974年（昭和49年）5月3日- 21日 東京・紀伊國屋ホール
  - 演出：芥川比呂志。装置：高田一郎。照明：浅沼貢。衣裳：植田いつ子。音楽選曲：矢代秋雄。効果：秦和夫。舞台監督：種倉保夫、鈴木武史。制作：寺川知男
  - 出演：小川眞由美、楠侑子、杉葉子、高林由紀子、平木久子、南美江
  - ※ ビクターより1974年（昭和49年）8月、舞台録音のLPレコード発売。
- 松竹 三島由紀夫作品連続公演 完結
  - 1975年（昭和50年）6月25日- 29日 東京・紀伊國屋ホール、7月1日- 2日　名古屋・中日劇場、7月4日- 5日　大阪・サンケイホール
  - 演出：芥川比呂志。装置：高田一郎。照明：浅沼貢。衣裳：植田いつ子。音楽選曲：矢代秋雄。効果：秦和夫。舞台監督：種倉保夫、鈴木武史。制作：寺川知男
  - 出演：小川眞由美、楠侑子、杉葉子、高林由紀子、平木久子、南美江
  - ※ 「松竹 三島由紀夫作品連続公演 V」のアンコール公演。
- ルノー＋バロー劇団「サド侯爵夫人」1979年日本公演
  - 1979年（昭和54年）10月2日- 11日、23日 - 25日 東京・草月ホール、10月12日 札幌共済ホール、10月14日 神戸文化ホール、
10月15日 名古屋・中部日本放送CBCホール、10月19日- 21日 大阪・よみうり文化ホール
  - 演出：ジャン＝ピエール・グランヴァル
  - 出演：ダニエル・ルブラン、ナディーヌ・アラリ、ファビエンヌ・フェラ、エレオノール・イール、パスカル・ロベール、マリー＝エレーヌ・ダステ
  - ※ フランス語上演。翻訳：アンドレ・ピエール・ド・マンディアルグ。同時通訳イヤホンあり。
- サンシャイン劇場開場5周年記念公演 4
  - 1983年（昭和58年）12月2日- 27日 東京・サンシャイン劇場
  - 演出：松浦竹夫。美術：石黒紀夫。照明：沢田祐二。衣裳：緒方規矩子。舞台監督：加藤三季夫。制作：門井均
  - 出演：坂東玉三郎、南美江、土田ユミ、川口敦子、松下砂稚子、一条久枝
- フランス、パリ公演[21] （ほかストラスブール国立劇場とパリのアテネ座ルイ・ジューヴェでの上演あり）
  - 1986年 Théâtre national de Chaillot（国立シャイヨー劇場）
  - 監督：Sophie Loucachevsky（ソフィー・ルカシェフスキー）
  - 出演：フランソワ・ベルレアン、ベルトラン・ボンヴォワザン、ヤン・コレット、グレゴワール・ウステルマン、ユベール・サンマカリ、ディディエ・サンドル（男性のみの出演）
- スウェーデン、ストックホルム公演
  - 1989年 Kungliga Dramatiska Teatern（王立演劇場）
  - 監督：イングマール・ベルイマン
  - 出演：スティーナ・エークブラッド、アニタ・ビョルク、マリー・リチャードソン
- 東京グローブ座特別公演「三島由紀夫メモリアル」スウェーデン王立演劇場公演
  - 1990年（平成2年）1月8日- 13日 東京グローブ座
  - 監督：イングマール・ベルイマン。脚色：ウラ・オーベルイ。美術：チャールス・コロリー
  - 出演：スティーナ・エークブラッド、アニタ・ビョルク、マリー・リカードソン、マルガレータ・ビイストロム、アグネッタ・エークマンネル、ヘレーナ・ブロディン
  - ※ スウェーデン語上演。翻訳：グニラ・リンドベリ・ワダ、ペル・エリック・バールンド。同時通訳イヤホンあり。
- ベニサン・ピット5周年公演
  - 1990年（平成2年）8月18日- 9月8日 東京・ベニサン・ピット
  - 演出：デヴィッド・ルヴォー。デザイン：ボブ・クローリー。照明：沢田祐二。音楽：毛利蔵人。効果：内藤博司。舞台監督：菅原道則
  - 出演：麻実れい、南美江、大輝ゆう、唐沢潤、鰐淵晴子、坂東玉三郎
- 水戸芸術館ACM劇場秋季特別公演
  - 1990年（平成2年）10月5日- 21日 茨城・水戸芸術館ACM劇場
  - 演出：ソフィー・ルカシェフスキー
  - 出演：篠井英介、若松武、十川稔、陰山泰、野村耕介、荒谷清水
  - ※ 男性キャストのみ
- 龍（RYO）プロデュース公演
  - 1994年（平成6年）3月5日- 6日 東京・OFF・OFFシアター
  - 演出：図師田龍
  - 出演：山口春美、星野将史、鷲尾麻希、ほか
- 演劇人冒険者アトリエ公演
  - 1995年（平成7年）5月9日- 11日 名古屋・名演小劇場
  - 演出：木崎裕次。舞台美術：上野洋美。舞台監督：富永健司
  - 出演：近藤未緒子、内藤美佐子、長尾裕子、斎藤直美、下間栄子、山野ひろみ
  - ※ なごや演劇フェスティバル'95参加。
- 財団法人埼玉県芸術文化振興財団主催公演
  - 1995年（平成7年）6月2日- 4日 与野・彩の国さいたま芸術劇場大ホール
  - 演出：渡邊守章。装置：丸田道夫。照明：田中喜久夫。衣裳：渡辺園子。音響：深川定次。舞台監督：大川裕。制作：田村晴也、ほか
  - 出演：大輝ゆう、峰さを理、加藤美津子、小川敦子、野口早苗、范文雀
  - ※ 5月にパリ、ルクセンブルク、ブリュッセル、ロンドンを巡演。その凱旋公演。
- 財団法人吹田市文化振興事業団主催公演
  - 1996年（平成8年）5月28日- 31日 吹田市文化会館メイシアター中ホール
  - 演出：渡邊守章。装置：丸田道夫。照明：田中喜久夫。衣裳：渡辺園子。音響：深川定次。舞台監督：大川裕。制作：田村晴也、ほか
  - 出演：剣幸、峰さを理、加藤美津子、小川敦子、入江純、後藤加代（いずれも宝塚歌劇団出身）
  - ※ 5月にブダペスト、ブカレスト等を巡演。その凱旋公演。
- 横浜小劇場第59回公演 市民のためのアマチュア演劇公演
  - 1997年（平成9年）3月22日- 23日 横浜・関内ホール
  - 演出：飯田克衛
  - 出演：斎藤理恵、おかざきたえこ、上原操、篠田三代、城奈保子、高嶋恵子
- 山桜舎公演
  - 1999年（平成11年）7月23日- 24日 吹田市文化会館メイシアター小ホール
  - 出演：海野彩、林純代、ほか
- 財団法人地域創造 公共ホール演劇製作ネットワーク事業　
  - 2001年（平成13年）1月12日- 21日 静岡芸術劇場、1月28日 つくばカピオホール、
2月2日- 4日 兵庫県立尼崎青少年創造劇場ピッコロシアター大ホール、2月10日- 12日 富山県利賀芸術公園新利賀山房、
2月16日 熊本県立劇場演劇ホール、2月20日 兵庫・中町文化会館ベルディーホール、2月25日 栗東芸術文化会館さきら中ホール
  - 演出：原田一樹。装置：朝倉摂。衣裳：谷原義雄。舞台監督：岩崎健一郎。制作・照明：鈴木忠志
  - 出演：美加理、夏木マリ、久保庭尚子、木全晶子、平井久美子、高田みどり
- ZERO公演
  - 2002年（平成11年）7月6日- 7日 吹田市文化会館メイシアター小ホール
  - 演出・美術：井之上淳。照明：今村義次。音響：須川由樹
  - 出演：熱田直美、北浦和美、芳賀貴子、阿矢、井上真理、鶴留真由
- ク・ナウカ主催「野望祭」公演
  - 2003年（平成15年）5月21日 - 23日 東京・法政大学学生会館大ホール
  - 演出：寺内亜矢子。照明：宮城聰。美術：今泉純、永井牧。衣裳：岩崎晶子。舞台監督：弘光哲也
  - 出演：本多麻紀、中村優子、鈴木陽代、たきいみき、小笠原千怜
  - ※ 『わが友ヒットラー』、ルイジ・ピランデルロ作『山の巨人たち』と連続公演。
- 新国立劇場公演 シリーズ「現在へ、日本の劇」 4
  - 2003年（平成15年）5月26日 - 6月11日 東京・新国立劇場小劇場THE PIT
  - 演出：鐘下辰男。美術：島次郎。照明：中川隆一。音響：井上正弘。衣裳：前田文子。舞台監督：矢野森一
  - 出演：高橋礼恵、倉野章子、片岡京子、新井純、平淑恵、中川安奈
- 向陽舎 Vol.8
  - 2003年（平成15年）9月4日 - 7日 東京・劇場MOMO
  - 演出：久保亜津子。美術：二宮知子。照明：津田喜久子。音響：松浦進一、中島裕美。舞台監督：森徹
  - 出演：岡崎朋代、久保亜津子、茂木理英子、本島加奈子、勝又保幸、板倉美智子
- 楽園王公演 …into the Darkness：Another-side of rakuenoh 5
  - 2004年（平成16年）3月1日 東京芸術劇場小ホール1
  - 演出・美術・選曲：長堀博士。照明：南出良治。音響：斎藤瑠美子。舞台監督：田中新一
  - 出演：大畑麻衣子、塩山真知子、杉村誠子、あちゃ、あべまゆみ
  - ※ 『サド侯爵夫人・1778年夏』として第2幕の抜粋上演。
- 向陽舎 Vol.9
  - 2004年（平成16年）6月25日 - 27日 東京・シアター風姿花伝
  - 演出：久保亜津子。美術：二宮知子。照明：榊角五郎。音響：松浦進一、中島裕美。舞台監督：稲葉誠
  - 出演：久保亜津子、加藤四朗、清水まゆみ、岡崎朋代、長谷川裕、佐藤和佳
- ZLVZX Vol.14
  - 2004年（平成16年）11月16日 大阪府立青少年会館プラネットステーション パブリックスペース、
11月21日 - 22日 東京・早稲田どらま館
  - 演出・美術：久保亜紀子。音楽：渡辺崇。映像：室千草。照明：井村奈美。衣裳：粂田恵美。舞台監督：渡川知彦
  - 出演：デカルコ・マリー、魔瑠、まついきよし、イシダトウショウ、喜田敦子
  - ※ 東京公演は第11回BeSeTo演劇祭参加。
- アトリエ・ダンカン プロデュース公演
  - 2008年（平成20年）10月17日 - 26日 東京グローブ座
  - 演出：鈴木勝秀。美術：二村周作。照明：原田保。音響：井上正弘。衣裳：原まさみ。舞台監督：小林清隆
  - 出演：篠井英介、石井正則、小林高鹿、山本芳樹、天宮良、加納幸和
  - ※ 男性キャストのみ
- フランス公演
  - 2008年-2010年 Théâtre des Abesses(アベス劇場、パリ)ほか
  - 演出：Jacques Vincey
  - 出演：Hélène Alexandridis、Marilú Marini、Isabelle Mazin
- イギリス、ロンドン公演
  - 2009年 ドンマー・ウエアハウス
  - 演出：Michael Grandage
  - 出演：ジュディ・デンチ、ロザムンド・パイク、Deborah Findlay
- ミシマダブル
  - 2011年（平成23年）2月2日 - 3月2日 東京・Bunkamuraシアターコクーン、3月8日 - 3月20日 大阪・シアターBRAVA!
  - 演出：蜷川幸雄
  - 出演：東山紀之、生田斗真、木場勝己、平幹二朗、大石継太、岡田正
  - ※ 同一男性キャストのみで『サド侯爵夫人』と『わが友ヒットラー』両演目が、交互に上演。大石継太、岡田正は『サド侯爵夫人』のみ出演。
- 世田谷パブリックシアター/シアタートラム
  - 2012年（平成24年）3月6日 - 20日 世田谷パブリックシアター
  - 演出：野村萬斎。美術：島次郎。照明：齋藤茂男。音響：尾崎弘征。衣裳：半田悦子。舞台監督：澁谷壽久
  - 出演：蒼井優、美波、神野三鈴、町田マリー、麻実れい、白石加代子

## おもな刊行本

### 単行本
- 『サド侯爵夫人』（河出書房新社、1965年11月15日） NCID BA32681546
  - 装幀：秋山正。クロス装。白色帯。貼函。160頁
  - 収録内容：「序・サド侯爵の真の顔」（澁澤龍彦）、「サド侯爵夫人」「跋」
  - ※ 私家限定本3部ありと、島崎博・三島瑤子『定本 三島由紀夫書誌』（薔薇十字社、1972年）に書かれてあるが、未見。
- 限定版『サド侯爵夫人』（中央公論社、1967年8月18日） 限定380部（記番・署名入）
  - 表紙・本文カット：神野八左衛門、内藤紀子。菊倍判。背革紙継ぎ装。天金。紫色天鵞絨貼夫婦函。段ボール外函。
  - 収録内容：「序・サド侯爵の真の顔」（澁澤龍彦）、「サド侯爵夫人」「跋」「豪華版のための補跋」
  - 奥付および段ボール外函に限定番号記載。
- 『サド侯爵夫人』（新潮社、1969年5月10日）、旧字旧かな表記。
  - 装幀：前川直。布装。赤色帯。貼函。見返しに画（WATTEAU “LES AMUSEMENTS DE CYTHERE”）
  - 収録内容：「序・サド侯爵の真の顔」（澁澤龍彦）、「サド侯爵夫人」「跋」、巻末に初演・再演データ
  - 初刷で帯に「44年5月劇団浪曼劇場再演」の表記ありと、ないのがある。
- 文庫版『サド侯爵夫人・わが友ヒットラー』（新潮文庫、1979年4月25日。改版2003年6月30日。新版2020年11月1日）
  - カバー装幀：辰己四郎。カバー写真提供：メゾン・デ・ザール。付録・自作解題：三島由紀夫
  - 帯（表）に「ルノー/バロー劇団来日公演決定！」の表記。
  - 収録内容：「サド侯爵夫人」「わが友ヒットラー」「自作解題」（跋（『サド侯爵夫人』）、『サド侯爵夫人』について、『サド侯爵夫人』の再演、豪華版のための補跋（『サド侯爵夫人』）、作品の背景――『わが友ヒットラー』、『わが友ヒットラー』覚書、一対の作品――『サド侯爵夫人』と『わが友ヒットラー』）
  - ※ 改版2003年より、カバー改装：新潮社装幀室。新版2020年より改めてカバー改装（解説：平野啓一郎）
- 新装版『サド侯爵夫人』（新潮社、1990年9月10日）
  - 装幀：菊地信義。紙装。筒函。函（裏）にイングマル・ベルイマン、澁澤龍彦による作品評。
  - 収録内容：新潮文庫版と同一内容。
- 文庫版『サド侯爵夫人／朱雀家の滅亡』（河出文庫、2005年12月10日）
  - カバー装幀：榛地和、佐々木暁。カバー装画：秋山正＋F・ブーシェ“ポンパドゥール夫人”-1756年。
  - 解説：藤田三男「『幕切れ』のせりふ」
  - 収録内容：「序・サド侯爵の真の顔」（澁澤龍彦）、「サド侯爵夫人」「跋（『サド侯爵夫人』）」「朱雀家の滅亡」「後記（『朱雀家の滅亡』）」
- 英文版『Madame de Sade』（訳：ドナルド・キーン）（Peter Owen Ltd、1968年5月。他）

### 全集
- 『三島由紀夫全集23（戯曲IV）』（新潮社、1974年11月25日）
  - 装幀：杉山寧。四六判。背革紙継ぎ装。貼函。
  - 月報：松浦竹夫「雪翁はもういない」。《評伝・三島由紀夫 19》佐伯彰一「伝記と評伝（その10）」。《同時代評から 19》虫明亜呂無「『サド侯爵夫人』をめぐって」
  - 収録作品：「源氏供養」「喜びの琴」「美濃子」「恋の帆影」「サド侯爵夫人」「憂国」「アラビアン・ナイト」「朱雀家の滅亡」「ミランダ」「わが友ヒットラー」
  - ※ 同一内容で豪華限定版（装幀：杉山寧。総革装。天金。緑革貼函。段ボール夫婦外函。A5変型版。本文2色刷）が1,000部あり。
- 『三島由紀夫戯曲全集 下巻』（新潮社、1990年9月10日）
  - 四六判。2段組。布装。セット機械函。上巻と2冊組で刊行
  - 収録作品：「熊野」「女は占領されない」「熱帯樹」「プロゼルピーナ」「弱法師」「十日の菊」「黒蜥蜴」「源氏供養」「喜びの琴」「美濃子」「恋の帆影」「聖セバスチャンの殉教」「サド侯爵夫人」「憂国」「アラビアン・ナイト」「朱雀家の滅亡」「ミランダ」「わが友ヒットラー」「癩王のテラス」「椿説弓張月」「文楽 椿説弓張月」「附子」「LONG AFTER LOVE」〔初演一覧〕
- 『決定版 三島由紀夫全集24巻 戯曲4』（新潮社、2002年11月8日）
  - 装幀：新潮社装幀室。装画：柄澤齊。四六判。貼函。布クロス装。丸背。箔押し2色。
  - 月報：立松和平「厳粛なる快楽」、斎藤康一「ファインダーの中の三島さん」、〔天球儀としての劇場4〕田中美代子「政治劇のあとに」
  - 収録作品：「喜びの琴」「美濃子」「恋の帆影」「サド侯爵夫人」「撮影台本 憂国」「アラビアン・ナイト」「朱雀家の滅亡」「ミランダ」「わが友ヒットラー」「『喜びの琴』創作ノート」「『美濃子』創作ノート」「『恋の帆影』創作ノート」「『アラビアン・ナイト』創作ノート」「『朱雀家の滅亡』創作ノート」「『ミランダ』創作ノート」

## 音声資料
- 『サド侯爵夫人』（ビクター、1974年8月） - 舞台録音
  - LP盤2枚。ジャケット。貼込ブックレット：三島由紀夫「『サド侯爵夫人』について」。尾崎宏次「『サド侯爵夫人』」掲載。
  - レコーディング・ディレクター：福田千秋。ミキサー：寺尾寿章。舞台写真：吉田千秋。アルバムデザイン：窪田啓二郎。シンボルマーク：杉山寧
  - ※1974年（昭和49年）5月10日に紀伊國屋ホールで行われた「三島由紀夫作品連続公演 V」を録音したもの。